# Euroligue féminine de basket-ball 2001-2002
Navigation
2000-2001 2002-2003
L’Euroligue 2001-2002 est la 44e édition de l’Euroligue féminine, la sixième sous cette dénomination. Elle met aux prises les seize meilleures équipes de basket-ball du continent européen.
L'US Valenciennes, finaliste de l'édition précédente, remporte la compétition pour la première fois de son histoire après avoir battu le club polonais de Lotos VBW Clima Gdynia en finale.

## Équipes participantes et groupes
| Groupe A BSC Adana Aix-en-Provence CJM Bourges Côme MiZo Pécs Ramat-Hasharon SCP Ružomberok GoldZack Wuppertal | Groupe B BK Brno Lotos Gdynia Fenerbahçe İstanbul ASD Basket Parme Sopron Ros Casares Valence Valenciennes Lietuvos Telekomas |

## Déroulement

### 1ertour

#### Groupe A
Classement
| Rang | Equipe               | Pts | J  | V  | D  | Bp   | Bc   | Diff |
| ---- | -------------------- | --- | -- | -- | -- | ---- | ---- | ---- |
| 1    | CJM Bourges Basket   | 27  | 14 | 13 | 1  | 1031 | 845  | 186  |
| 2    | SCP Ruzomberok       | 26  | 14 | 12 | 2  | 1192 | 1008 | 184  |
| 3    | Côme                 | 24  | 14 | 10 | 4  | 1075 | 920  | 155  |
| 4    | MiZo Pécs            | 23  | 14 | 9  | 5  | 1018 | 856  | 162  |
| 5    | Botasspor Club Adana | 18  | 14 | 4  | 10 | 937  | 1122 | -185 |
| 6    | GoldZack Wuppertal   | 17  | 14 | 3  | 11 | 899  | 1030 | -131 |
| 7    | Aix-en-Provence      | 17  | 14 | 3  | 11 | 887  | 1054 | -167 |
| 8    | Ramat-Hasharon       | 16  | 14 | 2  | 12 | 1018 | 1222 | -204 |

#### Groupe B
Classement
| Rang | Equipe                              | Pts | J  | V  | D  | Bp   | Bc   | Diff |
| ---- | ----------------------------------- | --- | -- | -- | -- | ---- | ---- | ---- |
| 1    | Union Sportive Valenciennes Olympic | 26  | 14 | 12 | 2  | 1046 | 864  | 182  |
| 2    | Lotos Gdynia                        | 24  | 14 | 10 | 4  | 1109 | 1065 | 44   |
| 3    | Sopron                              | 22  | 14 | 8  | 6  | 1081 | 986  | 95   |
| 4    | ASD Basket Parme                    | 22  | 14 | 8  | 6  | 933  | 951  | -18  |
| 5    | Ros Casares Valence                 | 20  | 14 | 6  | 8  | 945  | 969  | -24  |
| 6    | BK Brno                             | 20  | 14 | 6  | 8  | 1018 | 985  | 33   |
| 7    | Fenerbahçe Istanbul                 | 18  | 14 | 4  | 10 | 953  | 1081 | -128 |
| 8    | Lietuvos Telekomas                  | 16  | 14 | 2  | 12 | 854  | 1038 | -184 |

### Phase finale

#### 1/4 de finale
|                            | aller    | retour  | match-appui |
| Gdnydia - Côme             | 106 - 64 | 73 - 78 | 78 - 72     |
| Ružomberok - Sopron        | 96 - 83  | 68 - 87 | 98 - 78     |
| Valenciennes - Pécs        | 75 - 70  | 55 - 59 | 63 - 56     |
| CJM Bourges Basket - Parme | 58 - 66  | 57 - 72 |             |

### Final Four
|  | Demi-finales               | Demi-finales               |          |    | Finale                     | Finale                     |
|  | Demi-finales               | Demi-finales               |          |    | Finale                     | Finale                     |
|  |                            |                            |          |    |                            |                            |
|  | Ven 26 avr. 18:00 - Liévin | Ven 26 avr. 18:00 - Liévin |          |    | Dim 28 avr. 16:30 - Liévin | Dim 28 avr. 16:30 - Liévin |
|  | Ven 26 avr. 18:00 - Liévin | Ven 26 avr. 18:00 - Liévin |          |    | Dim 28 avr. 16:30 - Liévin | Dim 28 avr. 16:30 - Liévin |
|  | Parme                      | 58                         |          |    | Dim 28 avr. 16:30 - Liévin | Dim 28 avr. 16:30 - Liévin |
|  | Parme                      | 58                         |          |    | Dim 28 avr. 16:30 - Liévin | Dim 28 avr. 16:30 - Liévin |
|  | Gdynia                     | 74                         |          |    | Dim 28 avr. 16:30 - Liévin | Dim 28 avr. 16:30 - Liévin |
|  | Gdynia                     | 74                         | Gdynia   | 72 |                            |                            |
|  | Ven 26 avr. 20:30 - Liévin |                            | Gdynia   | 72 |                            |                            |
|  |                            | Valenciennes               | 78       |    |                            |                            |
|  | Ružomberok                 | Valenciennes               | 78       | 60 |                            |                            |
|  | Ružomberok                 |                            |          | 60 |                            |                            |
|  | Valenciennes               | 108                        |          |    |                            |                            |
|  | Valenciennes               | 108                        | 3e place |    |                            |                            |
|  |                            |                            |          |    |                            |                            |
|  | Dim 28 avr. 19:00 - Liévin |                            |          |    |                            |                            |
|  |                            |                            |          |    |                            |                            |
|  | Parme                      | 75                         |          |    |                            |                            |
|  | Parme                      | 75                         |          |    |                            |                            |
|  | Ružomberok                 | 57                         |          |    |                            |                            |
|  | Ružomberok                 | 57                         |          |    |                            |                            |

## Statistiques
- Meilleure marqueuse :  Albena Branzova
- Meilleure rebondeuse :  Yolanda Griffith
- Meilleure passeuse :  Ticha Penicheiro